# Operatie Aida

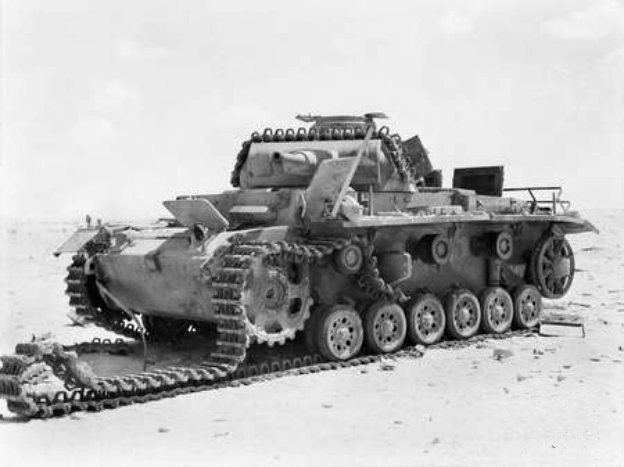
Een uitgeschakelde Panzerkampfwagen III

Operatie Aida was een Duits offensief in de Tweede Wereldoorlog. De naam verwijst naar de opera Aida van Giuseppe Verdi, die naar Egypte verwijst. De operatie stond onder leiding van Erwin Rommel, die enkele dagen eerder was bevorderd tot veldmaarschalk. De operatie was een gevolg van de Duitse overwinning in de Slag bij Gazala. De Britten moesten zich richting het oosten terugtrekken, tot El Alamein, 96 kilometer ten westen van Alexandrië. De Duitsers maakten meer dan zesduizend Britse krijgsgevangenen.
Ondanks dat de doelen (Caïro en het Suezkanaal) niet werden bereikt, was dit de verste Duitse opmars in Noord-Afrika.